# Gustav Casmir
Oscar Gustav Casmir (ur. 5 listopada 1872 w Mikołajkach, zm. 2 listopada 1910 w Schöneiche bei Berlin) – niemiecki szermierz, czterokrotny medalista olimpijski.
Na igrzyskach olimpijskich w St. Louis w 1904 roku zajął czwarte miejsce we florecie indywidualnym oraz szpadzie indywidualnej. Na rozgrywanej dwa lata później olimpiadzie w Atenach zdobył medale w czterech z pięciu konkurencji, w których wystąpił. We florecie indywidualnym był drugi, wyprzedził go tylko Francuz Georges Dillon-Kavanagh. W szpadzie drużynowej Niemcy zajęli piąte miejsce. Turniej szabli indywidualnej ukończył na drugim miejscu, rozdzielając na podium Greka Joanisa Jeorjadisa i Włocha Frederico Cesarano. Następnie zwyciężył w zwyciężył w turnieju szabli - 3 uderzenia, wyprzedzając Holendra George'a van Rossema i Węgra Pétera Tótha. Ponadto Niemcy w składzie: Gustav Casmir, Jakob Erckrath de Bary, August Petri i Emil Schön zwyciężyli w zawodach szabli drużynowej.
Jego bratanek, Erwin oraz wnuk Erwina - Norman, również byli szermierzami.